# 악의 꽃 (2009년 만화)
악의 꽃(일본어: 惡の華)은 2009년 9월부터 2014년 5월까지 고단샤에서 연재된 만화로, 작가는 일본의 오시미 슈조이다.

## 개요
이 이야기는 주인공인 가스가 다카오라는 남자 아이가 좋아하는 여자 동급생의 체육복을 훔치다가 나카무라 사와라는 다른 여자 동급생에게 발각된 후 그 둘 사이에서 일종의 "계약"을 맺게 되면서 진행되는 여러 사건을 다룬 만화이다.
2019년 10월 시점에서 누계 발행 부수는 300만부를 기록했으며, 이후 애니메이션과 실사화 영화까지 제작되었다.